# Darisodes
Darisodes là một chi bướm đêm thuộc họ Geometridae.